# Esteban Lozano
Esteban Lozano Solana (ur. 10 marca 2003 w Puebli) – meksykański piłkarz pochodzenia hiszpańskiego występujący na pozycji napastnika, od 2025 roku zawodnik Amériki.